# Enrique Araneda
Enrique Araneda Dinamarca (11 de noviembre de 1907-10 de diciembre de 2001) fue un futbolista chileno que se desempeñaba como mediocampista. Desarrolló su carrera profesional en Audax Italiano, en donde participó del plantel que realizó la gira por las tres Américas, y del campeonato nacional de 1936.
Por la selección de Chile actuó en el Campeonato Sudamericano 1935.

## Trayectoria
Entre los años 1927 a 1930 actuó como centro half en El Salto, equipo dependiente de la Fábrica de Paños. Sus buenas actuaciones lo llevaron a Colo-Colo, en donde solo estuvo tres meses a prueba.
En 1931 llegó a Audax Italiano, donde se convirtió en el half derecho titular. Participó de la gira por las tres Américas, y formó una recordada línea media conocida como la «línea de acero», en conjunto con Guillermo Riveros y Guillermo Gornall. En 1936 integró el plantel que logró conseguir el primer título nacional para el cuadro de colonia.

## Selección nacional
Participó con la selección chilena en el Campeonato Sudamericano 1935 de Lima. La denominada «línea de acero» de Audax: Guillermo Gornall, Guillermo Riveros y Araneda fue la base del equipo nacional.

### Participaciones en Campeonatos Sudamericanos
| Sudamericano                 | Sede | Resultado     | PJ | G |
| ---------------------------- | ---- | ------------- | -- | - |
| Campeonato Sudamericano 1935 | Perú | Cuarto puesto | 3  | 0 |

## Clubes
| Club           | País  | Año       |
| -------------- | ----- | --------- |
| Audax Italiano | Chile | 1931-1943 |

## Palmarés

### Campeonatos nacionales
| Título                        | Club           | País  | Año  |
| ----------------------------- | -------------- | ----- | ---- |
| Primera División              | Audax Italiano | Chile | 1936 |
| Campeonato Especial de Receso | Audax Italiano | Chile | 1937 |
| Campeonato de Apertura        | Audax Italiano | Chile | 1941 |